# Вулиця Підміська
Ву́лиця Підміська — вулиця у Залізничному районі Львова, в місцевості Сигнівка. Сполучає вулиці Любінську та Садову.

## Історія
Виникла на початку XX століття у складі передміського селища Сигнівка. Після входження селища до меж міста 11 квітня 1930 року, вулиці колишнього села були перейменовані або ж новоутвореним вулицям надавалися певні назви. Так, у 1934 році отримала назву Підміська та не змінювала її протягом усієї своєї історії. Цю назву мала до 1943 року, коли під час німецької окупації отримала аналогічну назву, але вже німецькою мовою — Форштадтґассе. У липні 1944 року повернена передвоєнна назва вулиці — Підміська.

## Забудова
Забудова вулиці Підміської — одно-та двоповерхові приватні садиби. Під № 21 значиться автостанція № 3.